# Sunny Afternoon (album)
Sunny Afternoon è un album compilation del gruppo rock britannico The Kinks pubblicato nel 1967.

## Il disco
La raccolta, pubblicata in serie economica dalla Marble Arch Records in Europa e dalla Astor Records negli Stati Uniti, contiene alcune delle più celebri canzoni dei Kinks nel periodo dal 1965 al 1966. Inoltre, la raccolta include anche una cover di Louie Louie, originariamente inclusa nell'EP Kinksize Session del 1964, e la traccia Such A Shame presente nell'EP Kwyet Kinks del 1965.
Pubblicata due mesi dopo l'album Something Else by the Kinks, che rimase in classifica solo due settimane raggiungendo come posizione massima in classifica la numero 35, questa raccolta economica vendette molto di più, piazzandosi alla posizione numero 9 e restando in classifica per 11 settimane.
L'album è stato ristampato in formato CD nel 2001 come parte del cofanetto The Marble Arch Years.

## Tracce
- Tutti i brani sono opera di Ray Davies eccetto Louie Louie.

Lato A
1. Sunny Afternoon
2. I Need You
3. See My Friends
4. Big Black Smoke
5. Louie Louie (Richard Berry)

Lato B
1. Dedicated Follower of Fashion
2. Sittin' On My Sofa
3. Such A Shame
4. I'm Not Like Everybody Else
5. Dead End Street